# Iztok Winkler
Iztok Winkler, slovenski gozdarski strokovnjak in politik, * 22. februar 1939, Nova vas v občini Bloke, † september 2013.

## Življenje in delo
Iztok Winkler, rojen v družini pisatelja Venceslava Winklerja, je ljudsko šolo obiskoval na Krki pri Ivančni Gorici in Ljubljani, kjer je končal tudi gimnazijo (1949–1957). Po diplomi na ljubljanski Biotehniški fakulteti (1963) je 1977 doktoriral na zagrebški Gozdarski fakulteti. Strokovno se je izpopolnjeval na Visoki kmetijski šoli v Brnu. Leta 1964 se je zaposlil na BF v Ljubljani, od 1975 kot izredni in od 1981 kot redni profesor. Vmes je bil član slovenske vlade oz. Izvršnega sveta Skupščine SRS (1978–82), sprva kot predsednik republiškega komiteja za raziskovalno dejavnost (1978–80), nato kot predsednik republiškega komiteja za kulturo in znanost (1980–82) ter član Centralnega komiteja ZKJ (1974–82) in predsednik Mestnega komiteja ZKS Ljubljana (1986–89) ter obenem (po funkciji) član predsedstva CK ZKS.
V strokovnem delu se je ukvarjal ekonomiko in organizacijo gozdarstva, gozdarsko politiko in metodami raziskovalnega dela. Sam ali v soavtorstvu je objavil več publikacij ter znanstvenih in strokovnih člankov.